# Dinamika fluidov
Dinamika fluidov je subkategorija mehanike fluidov, ki se ukvarja z analizo premikajočih se tekočin in njihovo interakcijo s trdnimi telesi ali drugimi tekočinami na njihovem robu.